# Guido Guinizzelli
Guido Guinizzelli (født ml. 1230 og 1240 i Bologna, død før 1276) var en italiensk poet som var virksom i Bologna; han regnes for grundlægger af stilen dolce stil nuovo, stilnovismen.
Guido Guinizzelli var inspireret af den provencalske trubadurdigtning og den digtning på folkesproget som går under betegnelsen ”den sicilianske skole”, der florerede omkring universitetet i Bologna i slutningen af 1200-tallet. Han anvendte og populariserede sonetten og skildrede den jordiske kærlighed ud fra Platons eros-begreb med et metafysisk symbolsprog, samt cuor gentil (det ædle hjerte). Hans muser besynges for deres englelignende skønheds skyld, og digtningen er introspektiv og kontemplativ.
Guinizzelli påvirkede Dante Alighieri, som skriver om dolce stil nuovo i La Divina Commedia, Purgatorio XXVI.